# Michael Waltz

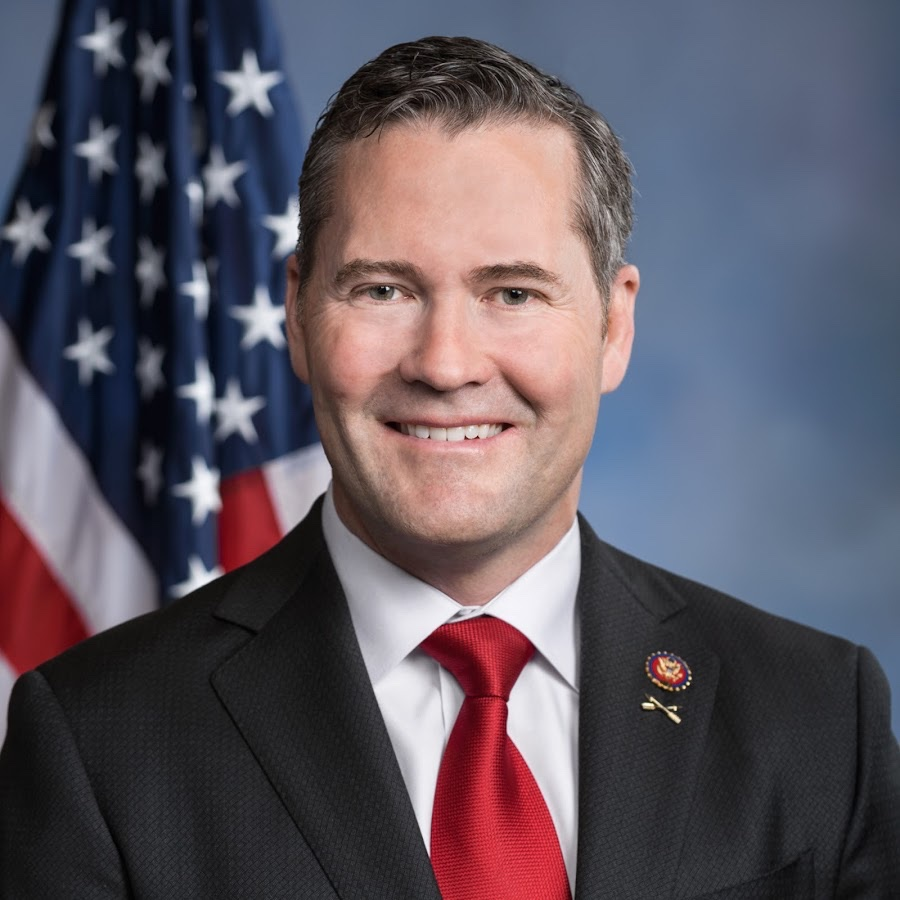
Michael Waltz (2019)

Michael George Glen „Mike“ Waltz (* 31. Januar 1974 in Boynton Beach, Florida) ist ein US-amerikanischer Politiker, ehemaliger Offizier der Green Berets und Sicherheitsexperte. Im November 2018 wurde er erstmals in das Repräsentantenhaus der Vereinigten Staaten gewählt. Waltz ist Republikaner und vertrat den 6. Kongresswahlbezirk von Florida. Er blieb bis Januar 2025 Abgeordneter und war anschließend bis Mai 2025 Nationaler Sicherheitsberater von Präsident Donald Trump. Er ist designierter US-Botschafter bei den Vereinten Nationen.

## Leben
Michael Waltz wuchs in Jacksonville auf. Sein Vater und sein Großvater dienten in der US-Marine. Waltz besuchte das Virginia Military Institute. Er war von 1996 bis 2000 aktiver Soldat, zuletzt als Green Beret (1st Special Forces Command (Airborne)) mit Kampfeinsätzen unter anderem in Afghanistan. Danach ging er zur Nationalgarde der Vereinigten Staaten und erreichte den Rang Oberst. Für seine Kampfeinsätze wurde Waltz mit vier Bronze Stars ausgezeichnet, darunter zwei für Tapferkeit. Er ist verheiratet und hat eine Tochter.
Er war Berater in der Administration von George W. Bush und Kommentator für Fox News. Waltz war Gründer von Metis Solutions, einer Beratungsfirma für Sicherheitsfragen. Seine Anteile daran verkaufte Waltz im November 2020 für 25 Millionen US-Dollar.

## Politische Laufbahn
Bei der Wahl 2018 bewarb sich Waltz um ein Mandat im Repräsentantenhaus, das vorher von Ron DeSantis gehalten wurde, der als Gouverneur von Florida kandidierte. In den republikanischen Vorwahlen wurde er mit 42,4 % der Stimmen gegen zwei andere Kandidaten gewählt. Bei der allgemeinen Wahl setzte er sich mit 56,3 % der Stimmen gegen die Demokratin Nancy Soderberg durch. Seine Amtszeit begann am 3. Januar 2019. Er wurde 2020 mit 60,6 %, 2022 mit 75,3 % und 2024 mit 66,5 % bei Wahlen im Amt bestätigt. Als Waltz für das Kabinett Trump II tätig wurde, wurde sein Sitz im Repräsentantenhaus frei. Bei den Vorwahlen zur Nachwahl entschied sich die Partei für Randy Fine als Kandidat für Waltz’ Nachfolge.
Nach Donald Trumps Wahlsieg bei der Präsidentschaftswahl 2024 wählte er Waltz als seinen Nationalen Sicherheitsberater aus.
Vor dem geplanten Luftschlag auf die jemenitischen Houthi-Rebellen am 15. März 2025 fügte Waltz unabsichtlich den Journalisten Jeffrey Goldberg einer vertraulichen Chatgruppe auf der Messaging-App Signal zu. Der Vorfall erlangte als Signalgate-Affäre weltweit Bekanntheit, weil hochrangige US-Sicherheitsbeamte wie Außenminister Rubio, Vizepräsident Vance und Verteidigungsminister Hegseth im Chat Informationen zu der Operation austauschten. Kritiker ordneten den Vorfall als schweren Bruch von Sicherheitsprotokollen ein. Er führte am folgenden Tag zu einer Anhörung im US-Kongress. Waltz übernahm bei Fox News „die volle Verantwortung“. Er habe die Chat-Gruppe gebildet, aber keine Erklärung, wie Goldberg in sie geraten sei. Im Chat wurde zudem eine sehr aggressive Einstellung der US-amerikanischen Regierung gegenüber Europa deutlich. Waltz bestritt, dass geheime Informationen ausgetauscht worden seien. Auf vielfache Forderungen nach seinem Rücktritt ging er öffentlich nicht ein.
Am 1. Mai 2025 wurde seine Ablösung von der Position als Sicherheitsberater durch Außenminister Marco Rubio bekannt; sie wurde mit der Kontroverse um den Gebrauch der Signal-Chatgruppe in Zusammenhang gebracht. Er soll künftig als US-Botschafter bei den Vereinten Nationen dienen. Eine Bestätigung der Position durch den Kongress steht aus.

## Politische Positionen
Waltz wurde als „Falke“ mit harten außenpolitischen Positionen charakterisiert. In Bezug auf den Afghanistan-Einsatz der US-Truppen vertrat er den Standpunkt, dass diese so lange bleiben sollten, bis sie die „Ideologie des islamischen Extremismus“ besiegt hätten.
Das Verhältnis zu China charakterisierte er als „Kalten Krieg mit dessen Kommunistischer Partei“ und forderte den Boykott der Olympischen Winterspiele 2022 wegen der Unterdrückung der Uiguren und der Umerziehungslager in Xinjiang. Er brachte Gesetzesvorhaben ein, die chinesische Spionage bzw. Aneignung geistigen Eigentums von US-amerikanischen Universitäten unterbinden sollten. Nach dem Brand auf dem russischen U-Boot Loscharik erhob Waltz den Vorwurf, das Land greife Unterseekabel an.

## Schriften
- Warrior Diplomat: A Green Beret’s Battles from Washington to Afghanistan. Potomac Books, Washington, DC 2014, ISBN 978-1-61234-631-1.